# Guerre des Duchés
Batailles
Évacuation de Dannevirke, bataille de Dybbøl, bataille de Heligoland, bataille d'Als
La guerre des Duchés (également appelée seconde guerre de Schleswig ou seconde guerre prusso-danoise) est un conflit qui oppose la Confédération germanique puis l'empire d'Autriche et le royaume de Prusse au Danemark, du mois de janvier à octobre 1864.
La guerre est causée par la succession à la tête des duchés, qui avait déjà provoqué la première guerre de Schleswig en 1848.
Le 15 novembre 1863, le décès de Frédéric VII de Danemark, successeur de Christian VIII, précipite les événements. Frédéric VII n'ayant pas de descendance masculine, les deux duchés risquent en effet de sortir du giron familial à sa mort. La famille Schleswig-Holstein-Sonderbourg-Augustenbourg en hériterait alors et non l'héritier de la couronne danoise Christian de Glücksbourg. Celui-ci, devenu Christian IX, promulgue une nouvelle constitution afin de conserver les deux duchés, en contravention avec le traité de Londres de 1852 qui avait mis fin à la première guerre. La Confédération germanique s'y oppose fermement et décide le 7 décembre d'envahir le Holstein.
Cela fait, la Prusse et l'Autriche décident de poursuivre l'invasion dans le Schleswig pour forcer la main au Danemark. Ce dernier utilise le Danevirke pour sa défense. Cependant la bataille décisive de Dybbøl du 18 avril donne la victoire aux Prussiens. Après des débuts de négociations qui achoppent et la bataille navale de Heligoland qui donne le Danemark vainqueur, les Prussiens envahissent l'île d'Als début juillet. Le Danemark doit céder lors du traité de Vienne du 30 octobre 1864 les deux duchés. Par la suite, la convention de Gastein du 14 août 1865 entre les deux puissances allemandes traite de leur répartition des pouvoirs dans les duchés. Les duchés de Schleswig et de Saxe-Lauenbourg sont administrés par la Prusse, celui de Holstein par l'Autriche. Toutefois, des tensions entre ces deux grandes puissances germaniques provoqueront en 1866 la guerre austro-prussienne.

## Contexte

En bleu clair, les duchés de Schleswig, de Holstein et de Lauenbourg.

### Situation des duchés par rapport à l'Allemagne et au Danemark
Les duchés de Holstein, de Saxe-Lauenbourg et de Schleswig sont tous trois des duchés principalement agricoles, sous la coupe du roi du Danemark. Le traité de Ribe datant du XVe siècle empêche leur fusion, ce qui entraîne avec le temps quelques disparités entre les différents duchés. Ainsi les deux premiers font partie de la Confédération germanique, contrairement au Schleswig. Les règles de succession sont généralement les mêmes dans les trois duchés et au Danemark, toutefois dans les duchés la loi salique s'applique, empêchant la transmission par les femmes. Dans les années 1840, le prince héritier du Danemark, le futur Frédéric VII, est toujours sans descendance, et l'éventualité d'une séparation de la couronne du Danemark de ses duchés devient probable. Pour éviter cela, le roi du Danemark Christian VIII rédige la « lettre ouverte » (Offenen Brief) en 1846, qui contourne la loi salique pour réaffirmer les droits du Danemark sur les duchés. Cela évince la maison allemande de Schleswig-Holstein-Sonderbourg-Augustenbourg, héritière des duchés et crée un mouvement de patriotisme parmi les nationalistes allemands.
En effet, depuis l'époque napoléonienne le nationalisme et le libéralisme montent en Europe. Les duchés ne font pas exception. Les concepts de patrie et de peuple ont remplacé les questions dynastiques. Les privilèges et un souverain de droit divin sont quant à eux mal acceptés par les libéraux. En Schleswig, l'allemand est alors la langue du droit et de l'élite. Les Danois n'acceptent plus cette situation, considérant que le danois doit prévaloir.

### La première guerre de Schleswig (1848-1850)

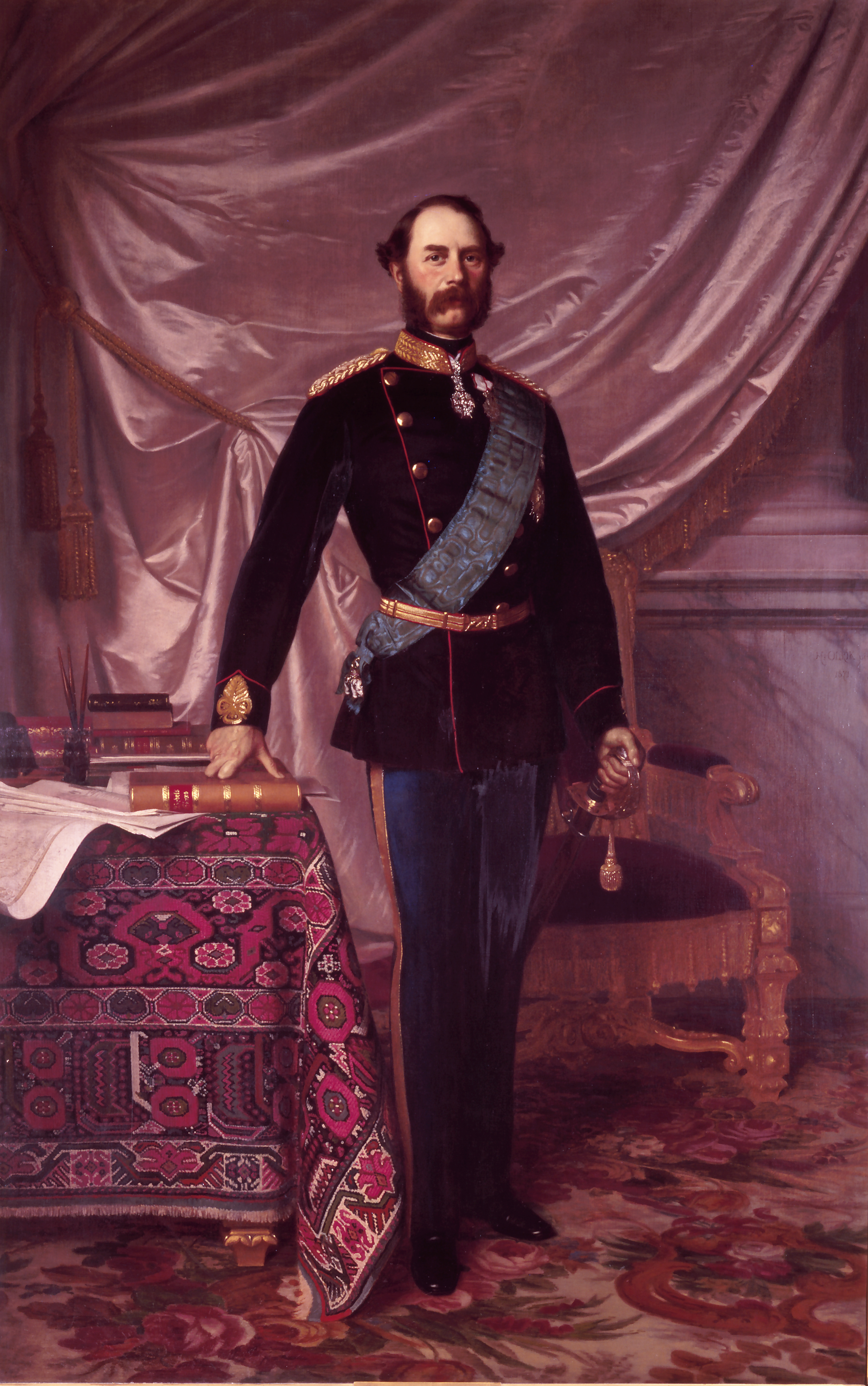
Christian IX de Danemark

Le 20 janvier 1848, peu après sa montée sur le trône, Frédéric VII publie une nouvelle constitution pour le Danemark qui prévoit l'annexion des trois duchés. Cela ne laisse pas indifférent le ministre des Affaires étrangères prussien Armin-Suckow qui presse son roi d'intervenir. Le 21 mars 1848, le nouveau gouvernement danois annexe le Schleswig. Provoqués par les mouvements nationaux de 1848, les duchés s'insurgent. Les troupes prussiennes, alliées à quelques autres États allemands, et sous mandat de la Confédération germanique, entrent le 23 avril en Schleswig.
Un cessez-le-feu unilatéral de la Prusse, l'armistice de Malmö, est signé le 26 août sous la pression russe et britannique. Tout d'abord refusé par le parlement de Francfort, chargé de l'unification de l'Allemagne, ce dernier est confronté à son absence de moyens afin de continuer la guerre et finit par entériner le traité le 16 septembre.
La trêve est rompue par le Danemark le 10 juillet 1849, mais la paix est signée à Berlin le 2 juillet 1850. Un mois plus tard, le protocole de Londres est signé, qui réhabilite les distinctions entre les duchés et le Danemark. Un deuxième protocole est signé à Londres en 1852, qui accorde la succession des duchés au royaume du Danemark et garantit l'autonomie de ceux-ci. Cependant le nationalisme allemand fait pression pour l'entrée des duchés dans la confédération.

## Le conflit

### Déclenchement
Le 15 novembre 1863 le roi de Danemark Frédéric VII meurt sans descendance masculine au trône. Christian de Glücksbourg accède alors à la couronne du Danemark par descendance féminine, mais la question des duchés est de nouveau ouverte. Les précédents traités affirment que les duchés doivent être attribués selon les mêmes règles que celles ayant prévalu pour son prédécesseur. De son côté, Frédéric-Auguste de Schleswig-Holstein-Sonderbourg-Augustenbourg revendique en 1863 l'héritage des deux duchés. Il dispose certes théoriquement des droits, mais son père  Christian-Auguste de Schleswig-Holstein-Sonderbourg-Augustenbourg y a renoncé en 1852 en signant le traité de Londres. Frédéric ne se sent toutefois pas concerné par les engagements de son père, et il est en cela soutenu par les nationalistes allemands. Le 27 décembre, ils sont 20 000 à se rassembler à Elmshorn pour le « couronnement » de Frédéric VIII. Il est soutenu par la Saxe et le Hanovre. De son côté Christian IX doit faire face aux nationalistes danois réclamant la défense du duché de Schleswig. Afin de les apaiser, il renouvelle, dans la constitution de 1863, les intentions de 1848 d'annexer ce duché au royaume du Danemark, ceci en contradiction avec les traités de Londres. Le Bundestag décide donc le 1er octobre 1863 d'intervenir militairement dans le Holstein : on parle de Bundesexekution (de). Otto von Bismarck, le ministre-président de Prusse, souhaite le respect des traités, c'est-à-dire une position intermédiaire entre les Danois et les nationalistes allemands. S'il y a rupture du statu quo, cela doit être en faveur de la Prusse. Cette décision permet également de placer Christian IX dans le rôle de l'empêcheur de tourner en rond. Il convainc les Autrichiens de soutenir également cette ligne. Le 7 décembre le Bundestag confirme son vote et lance le début des opérations,,.

### Débuts

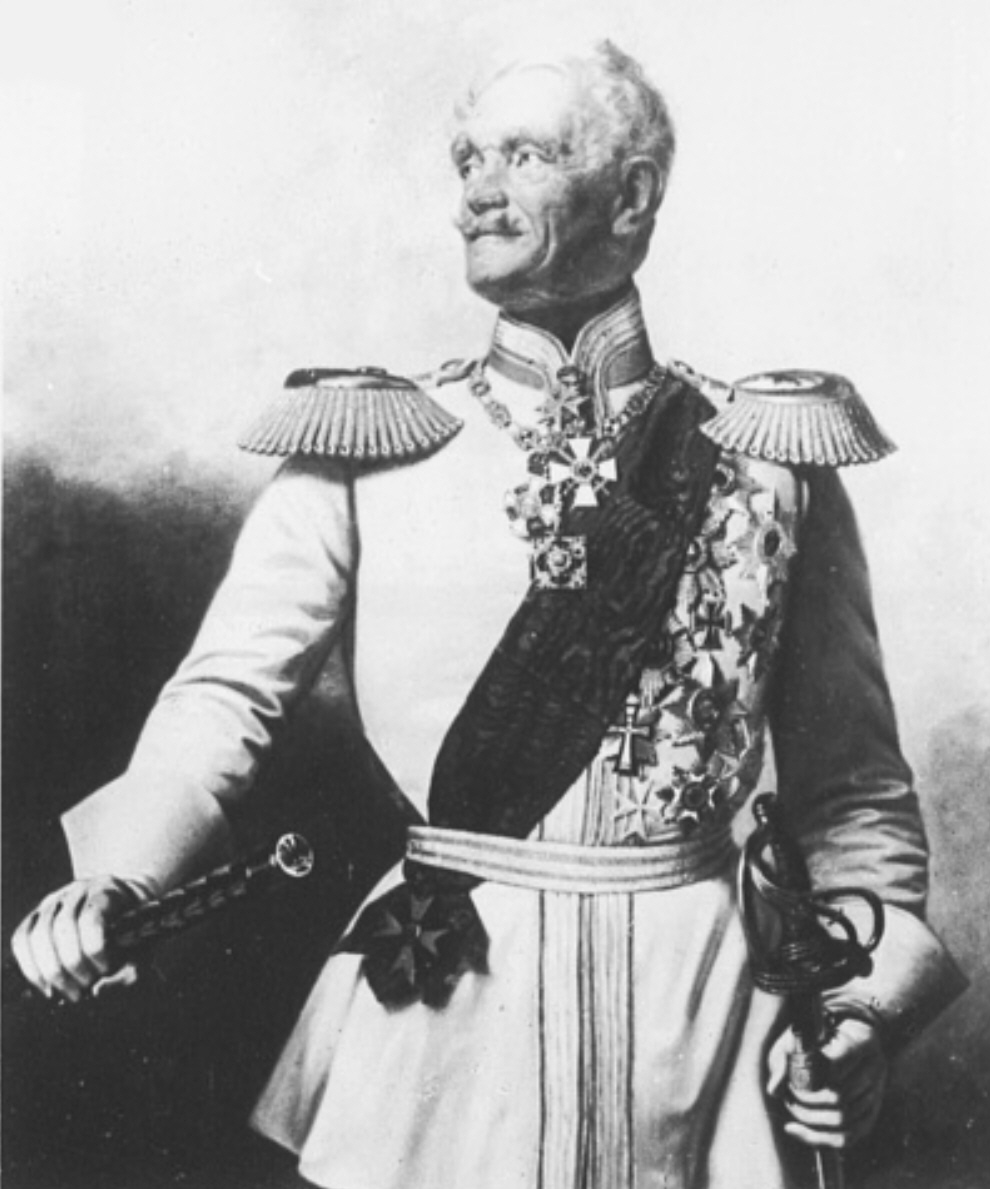
Frédéric von Wrangel, commandant des troupes prussiennes

Le 23 décembre, un contingent de 12 000 hommes de la Confédération germanique, principalement composé de Hanovriens et de Saxons, passe la frontière danoise sans rencontrer de grande résistance et occupe la plus grande partie du duché de Holstein et du Saxe-Lauenbourg. Des divergences au Bundestag apparaissent quant à la suite à donner aux événements et sur la question de la poursuite de l'invasion dans le Schleswig. Celle-ci ne peut être réalisée sans le soutien des deux grandes puissances allemandes, qui agissent à l'unisson et de manière indépendante de la confédération comme elles l'annoncent le 14 janvier après le vote du Bundestag. Elles considèrent l'invasion du Schleswig comme un moyen de pression sur le Danemark,,,.
Le 16 janvier 1864, la Prusse et l'Autriche envoient un ultimatum au Danemark, dans lequel elles lui demandent de respecter ses engagements et de renoncer à sa constitution dans les 48 heures. Le Royaume-Uni de Grande-Bretagne et d'Irlande et l'Empire russe préviennent Christian qu'il ne faudrait cette fois-ci pas compter sur leur aide. Cependant cette union entre l'Autriche et la Prusse n'est qu'apparente. La première cherche à discréditer le mouvement national de Francfort et à éviter l'annexion des duchés par la Prusse seule, annexion vraisemblablement soutenue par Napoléon III. La seconde au contraire veut à long terme annexer les duchés, et à court terme éviter que la fusion du Holstein et du Schleswig donne naissance à un État hostile à la Prusse, remettant ainsi en cause sa suprématie dans le nord de l'Allemagne.
Le Danemark rejette l'ultimatum, espérant que la Grande-Bretagne ou la Russie changent d'avis. 44 000 soldats de l'armée danoise sont rassemblés dans le Danevirke, imposant ouvrage militaire composé de 27 redoutes et équipé de 175 canons.

### Déroulement

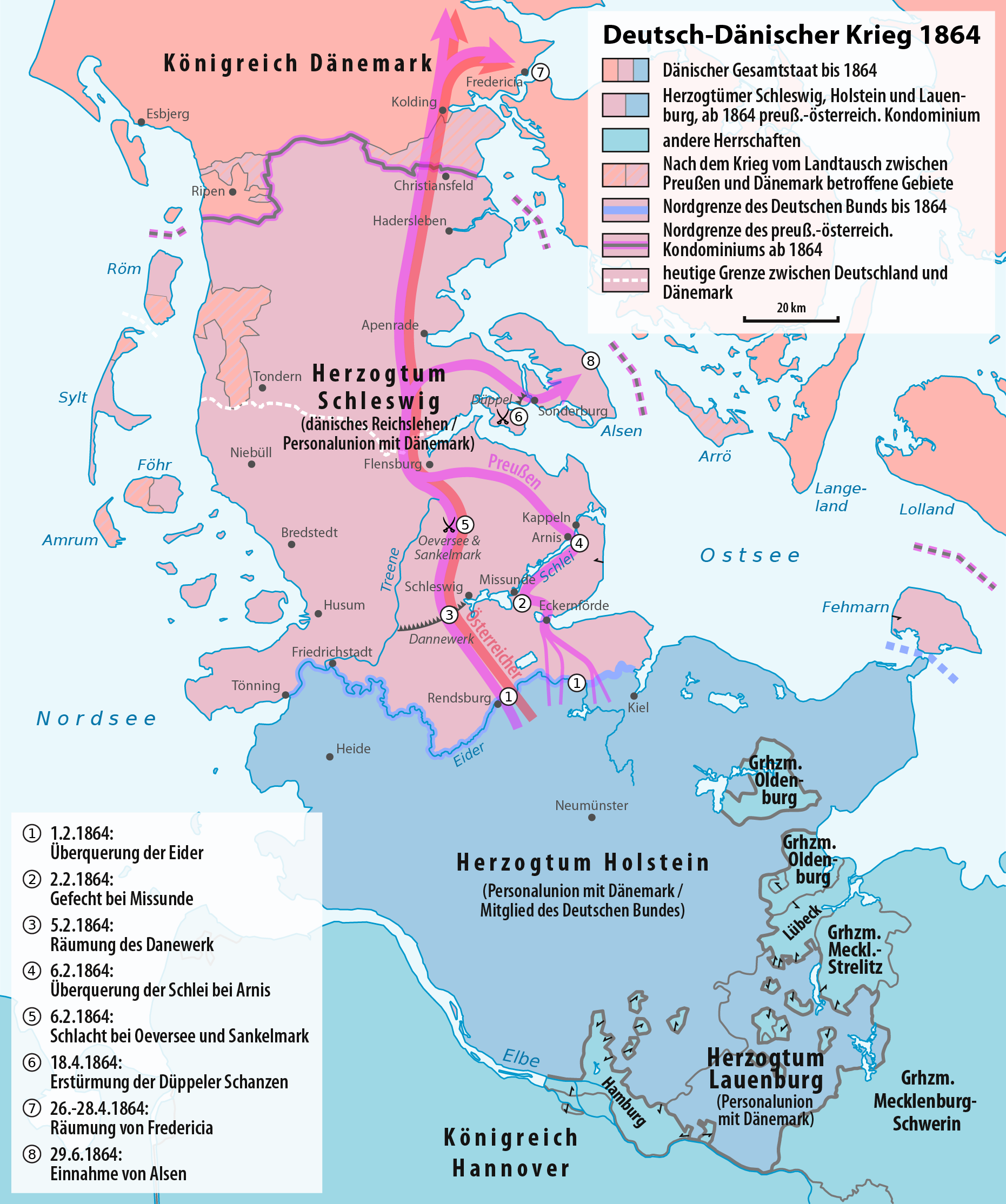
Les campagnes militaires.

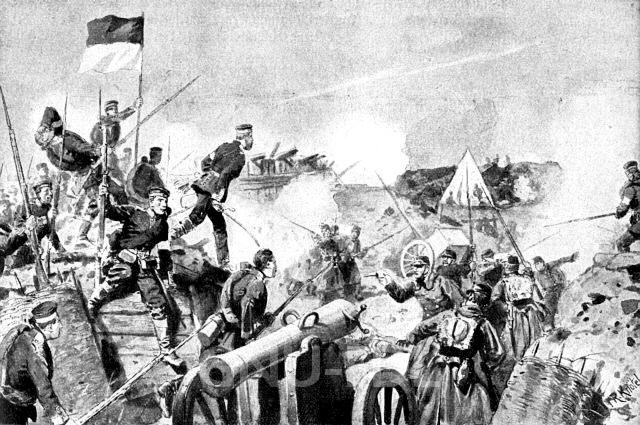
Bataille de Dybbøl.

Le 1er février 1864, les troupes prussiennes franchissent l'Eider sans l'aval du Bundestag. Dans le Sud, elles sont perçues comme libératrices. Des drapeaux bleu-blanc-rouge, couleur du Schleswig-Holstein, flottent dans les rues. Le même jour, elles tentent, en vain et au prix de lourdes pertes, de franchir le Schlei au niveau de Missunde. Les Autrichiens, de leur côté, franchissent la Sorge (de) pour s'approcher à 10 km du Danevirke. Le commandement des troupes prussiennes est pris par le Generalfeldmarschall Frédéric von Wrangel, âgé alors de 80 ans. Ce choix est avant tout politique, l'âge du général l'empêchant de commander efficacement ses troupes. Ainsi ce sont les troupes autrichiennes qui prennent Oberselk et Jagel le 2 février 1864, puis Översee 4 jours plus tard. Après la prise de Selk, des combats éclatent et causent la mort de 16 officiers et 66 soldats autrichiens. Un monument est donc érigé en 1864 en leur honneur sur le Königshügel,.
Sur le plan stratégique, les Autrichiens doivent attaquer de front les Danois, tandis que les Prussiens doivent contourner le Schlei près de Missunde et les prendre de revers. La tentative à Missunde ayant échoué, ces derniers franchissent finalement le Schlei du côté d'Arnis le 6 février. Les Danois n'avaient pas encore fini leur préparation défensive en ce point. Le commandant en chef danois, Christian Julius de Meza, décide alors de faire évacuer le Danevirke, afin d'éviter l'encerclement. Ce retrait est soutenu par l'artillerie présente à Flensbourg. L'abandon de cet ouvrage défensif, symbolique pour les Danois, cause un choc dans l'opinion publique. De Meza est démis de ses fonctions. Sa manœuvre permet cependant de sauver l'armée, qui se replie sur l'île d'Als après des affrontements proches d'Översee. Les troupes autrichiennes, sous le commandement du général Ludwig von Gablenz, continuent alors leur marche vers le nord, tandis que les troupes prussiennes progressent vers l'est, en prenant appui sur la presque-île de Sundewitt (de) pour s'approcher du détroit d'Als. Les Danois se sont retranchés dans la forteresse de Dybbøl.

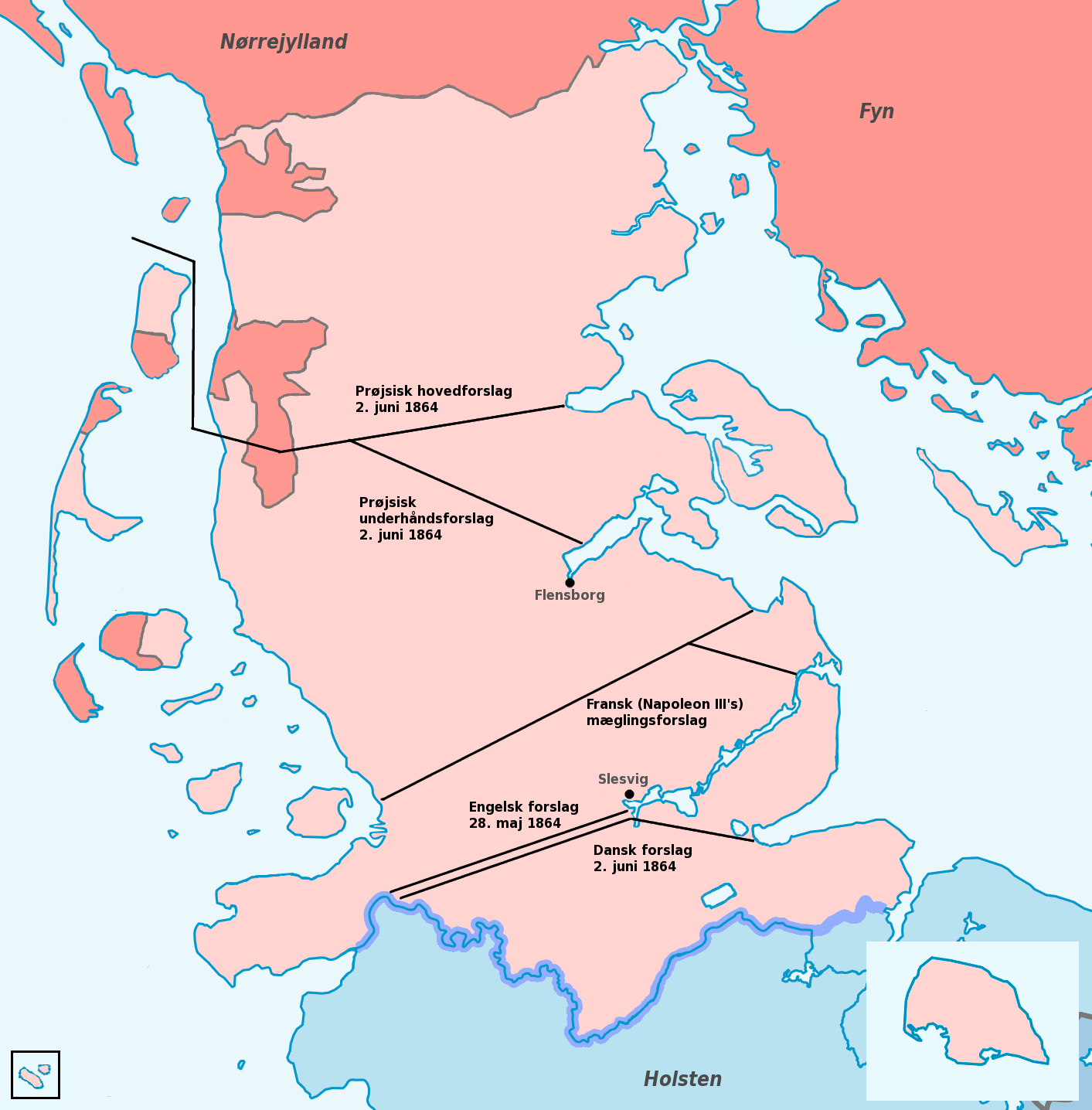
Propositions pour une division.

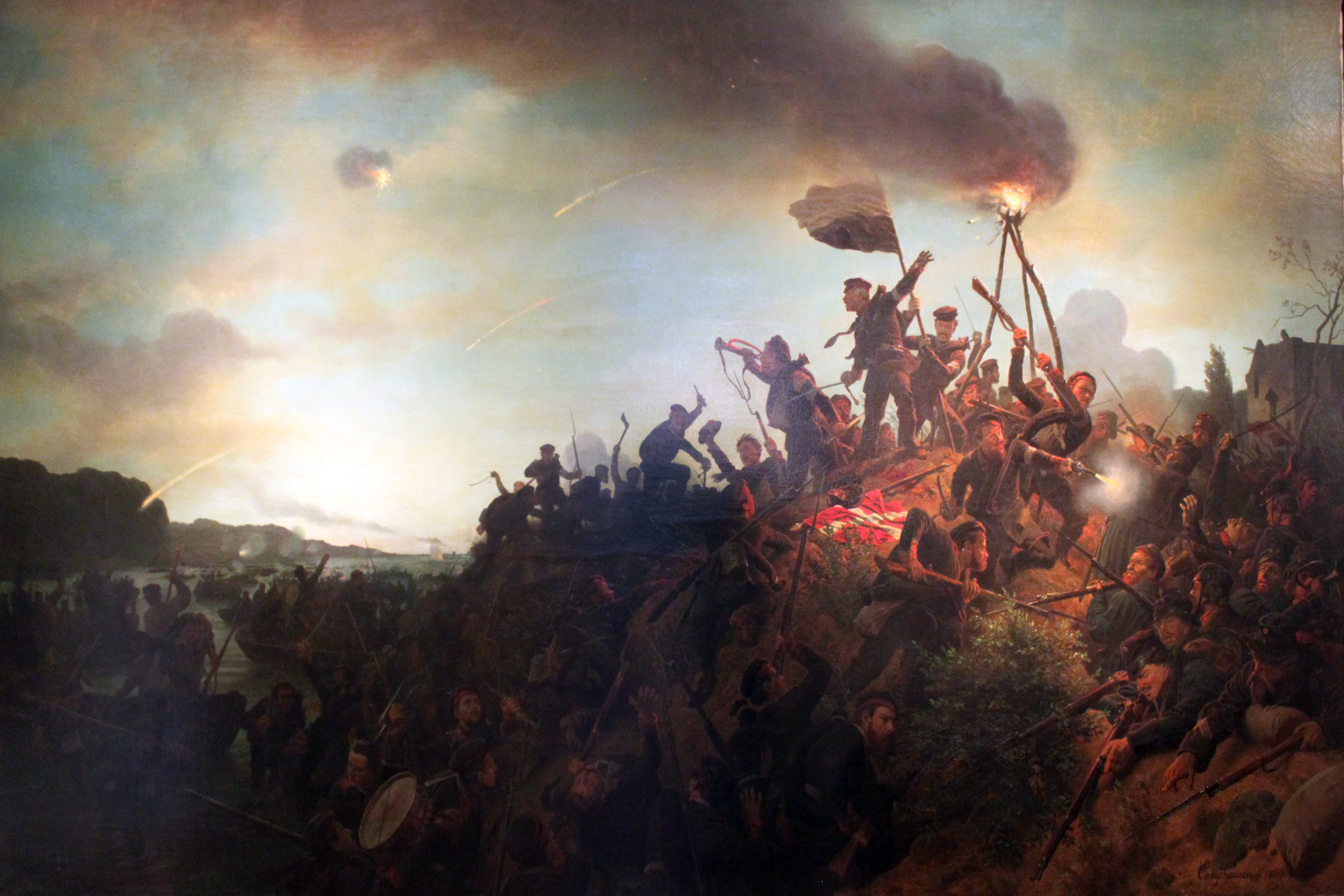
Invasion de l'île d'Als par les Prussiens.

Bismarck de son côté veut absolument éviter que les troupes, dans leur élan, n'envahissent le Jutland danois. Cela aurait en effet transformé cette guerre aux buts limités en guerre d'invasion du Danemark, et aurait selon toute vraisemblance entraîné les autres grandes puissances dans la guerre. Wrangel envoie tout de même un commando dans le Jutland au milieu du mois de février, s'attirant les foudres du chancelier qui le remplace mi-mai comme commandant en chef des Armées. Bismarck décide également de lancer les troupes contre Dybbøl, proche de Sønderborg, pourtant bien défendue : encore une fois le politique prend le pas sur le militaire lors de cette guerre. Frédéric-Charles de Prusse, qui dirige les troupes, émet d'ailleurs ses doutes quant à l'opportunité de cette attaque. La bataille débute le 2 avril avec un bombardement intensif du fort. Les généraux danois veulent éviter le pire et effectuer une nouvelle retraite, mais le ministre de la Guerre Carl Lundbye (de) décide le 9 avril de tenir Dybbøl coûte que coûte. Les Prussiens, quant à eux, construisent un réseau de tranchées afin de s'approcher à 400 m de la forteresse. L'assaut est donné le 18 et ne dure que quelques heures avant la victoire prussienne. Les Danois coupent alors le pont flottant les reliant à Als,,.
Les pourparlers entre belligérants débutent le 29 à Londres. La bataille navale de Heligoland qui se déroule le 9 mai se solde certes par une victoire danoise, mais cela n'a pas d'influence sur la suite. Le 12 mai, un cessez-le-feu est décidé à Londres. En mai 1864, la pétition Arnim-Boitzenburg réclame en Prusse l'annexion des deux duchés au royaume et est signée par 70 000 personnes, principalement conservatrices et libérales. Toutefois le Danemark refuse les conditions proposées et la guerre reprend. Les Prussiens bombardent Sønderborg à partir de Dybbøl. Le 29 juin, les troupes austro-prussiennes occupent alors l'île d'Als. Au même moment, des contingents prussiens atteignent le nord du Jutland. Le Danemark doit céder.

### Issue

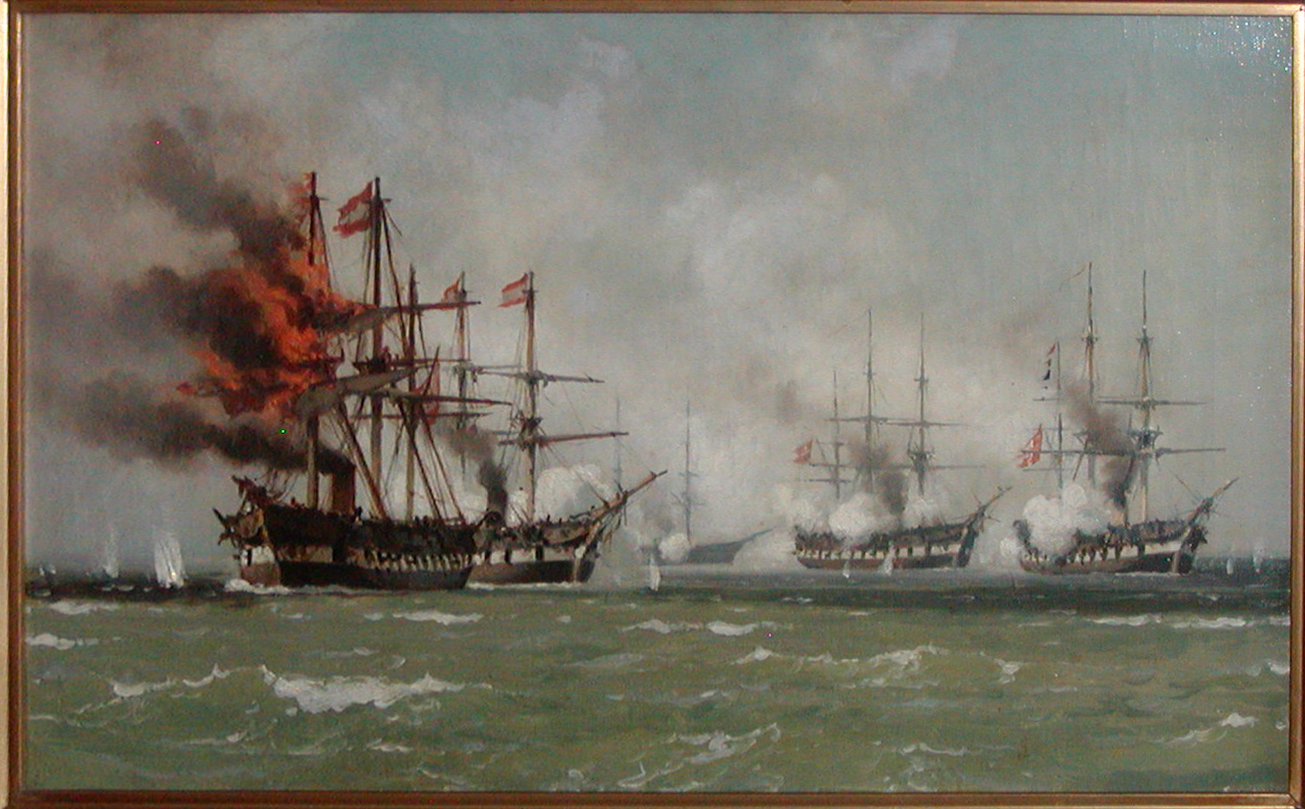
La bataille de Heligoland n'a que peu de conséquences malgré la défaite prussienne

Le traité de Vienne est signé le 30 octobre 1864 par le Danemark, la Prusse et l'Autriche et marque la fin du conflit. Le Danemark renonce à ses droits sur les duchés. Par la suite la convention de Gastein du 14 août 1865 entre les deux puissances allemandes traite de la répartition de leurs pouvoirs dans les duchés. Les duchés de Schleswig et de Saxe-Lauenbourg sont administrés par la Prusse, celui de Holstein par l'Autriche. La Prusse voit cela comme une étape pour l'annexion, alors que l'Autriche n'administre le Holstein que par concession.

## Conséquences

Carte des modifications territoriales

La guerre des Duchés a placé la Prusse sur les rails de l'unité allemande, en compétition avec l'Autriche hésitante. En 1866, Bismarck, Premier ministre du royaume de Prusse, en dénonçant une mauvaise gestion des duchés par l'Autriche, envahit le Holstein et déclenche ainsi la guerre austro-prussienne, écartant l'Autriche du futur Empire allemand.
Pour le Danemark, la défaite signifie une seconde perte significative de sa puissance au XIXe siècle. En effet, le traité de Kiel l'avait déjà dépossédé le 14 janvier 1814 de la Norvège au profit de la Suède. Même si le royaume en lui-même reste inchangé, les duchés en union personnelle sont perdus. Par la suite, le roi Christian IX demande à Guillaume Ier de faire entrer le Danemark dans la Confédération germanique. Ce dernier rejette cependant la demande.
Sur le plan stratégique, la guerre des Duchés, tout comme la guerre de Sécession, marque le début d'une nouvelle ère. Les chemins de fer montrent leur importance pour la rapidité de la mobilisation générale. Les canons Krupp et les fusils Dreyse sont pour la première fois utilisés et démontrent leur efficacité.

## La guerre des duchés dans la culture
Ce conflit est illustré dans la série télévisée danoise 1864.